# Pyae Lyan Aung
Pyae Lyan Aung (* 17. Dezember 1994) ist ein myanmarischer Fußballspieler.

## Karriere
Pyae Lyan Aung spielt seit mindestens 2016 beim Yadanarbon FC. Der Verein aus Mandalay spielte in der höchsten Liga des Landes, der Myanmar National League. 2016 wurde er mit Yadanarbon myanmarischer Fußballmeister. Bisher bestritt der Torwart 43 Erstligaspiele.

## Erfolge
Yadanarbon FC
- Myanmar National League: 2016